# Ahmed Friaâ
Ahmed Friaâ (arabe : أحمد فريعة), né le 17 février 1949 à Zarzis, est un universitaire et homme politique tunisien.

## Formation et carrière universitaire
Après des études secondaires au lycée technique de Tunis, il obtient en 1972 une maîtrise de mathématiques à la faculté des sciences de Tunis. L'année suivante, il obtient un DEA d'analyse numérique à l'université Pierre-et-Marie-Curie. En 1975, il obtient un diplôme d'ingénieur à l'École nationale des ponts et chaussées de Paris (ENPC) ainsi qu'une agrégation de mathématiques de l'Académie de Paris. Dès lors, il devient enseignant à l'ENPC et chercheur au Laboratoire central des ponts et chaussées. En 1979, il soutient son doctorat d'État en sciences à l'université Pierre-et-Marie-Curie. Sa thèse s'intitule La loi de Norton-Hoff généralisée en plasticité et viscoplasticité.
De retour en Tunisie en 1980, il devient maître de conférences à l'École nationale d'ingénieurs de Tunis (ENIT) responsable du département de génie civil, puis professeur de l'enseignement supérieur dans le même établissement. Il est aussi directeur de l'ENIT entre 1985 et 1989, membre de certaines commissions nationales scientifiques notamment celle de l'ingénierie et celle de la maîtrise des technologies, et président de la commission nationale des sciences exactes et naturelles du comité national de l'Unesco.

## Activités politiques
Plusieurs fois placé à la tête de différents ministères, comme ceux de l'Équipement et de l'Habitat (1989 à 1992) ou de l'Éducation (1994), il est également membre du conseil municipal de Zarzis entre 1985 et 1990, ambassadeur de Tunisie à Rome en 1995 et député de la circonscription de Médenine entre 1989 et 2004. De 1997 à 2002, il est ministre des Communications puis ministre des Technologies de la Communication.
Il est nommé le 12 janvier 2011, en pleine révolution, comme ministre de l'Intérieur en remplacement de Rafik Belhaj Kacem. À ce titre, il est nommé, l'avant veille du départ du président Zine el-Abidine Ben Ali, dans une ultime tentative de sortie de crise sachant que la répression des manifestations a causé la mort d'au moins 66 personnes en date du 13 janvier,. 
Sa reconduction à ce poste au sein du gouvernement d'union nationale conduit par Mohamed Ghannouchi, après la fuite de Ben Ali, cristallise la colère de la population qui exige la formation d'un gouvernement excluant les personnalités du Rassemblement constitutionnel démocratique (parti présidentiel) dont Ahmed Friaâ est encore membre. Celui-ci quitte finalement ce parti le 20 janvier 2011 puis le gouvernement le 27 janvier. Peu après, il fait partie des fondateurs d'un nouveau parti baptisé Al-Watan. Il en démissionne le 13 juin 2011 à la suite d'un courant protestataire au sein du parti qui considère qu'il est « un obstacle pour la progression du parti » au vu des nombreuses critiques qui lui sont adressées en raison de ses fonctions comme ministre de l'Intérieur pendant la révolution.

## Procès
Un groupe d'avocats dépose en mars 2011 un ensemble de requêtes devant le procureur de la République auprès du tribunal de Tunis, demandant la poursuite de Friaâ et d'anciens commissaires de police pour homicide volontaire à la suite des événements du 13 janvier 2011. L'ancien ministre est soumis, le 17 mai, à un interrogatoire par le juge d'instruction auprès du tribunal de première instance de Tunis ; le juge décide de le laisser en liberté en attendant la fin de l'enquête,. Il est aussi accusé devant la chambre criminelle du tribunal militaire dans l'affaire des martyrs et des blessés des événements de janvier 2011. Le 13 juin 2012, il obtient un non-lieu pour son rôle dans la répression de janvier 2011 à Thala et Kasserine puis un autre, le 19 juillet, dans le plus grand procès des martyrs et blessés de la révolution, ceux du grand Tunis et de cinq autres gouvernorats.

## Distinctions

### Prix scientifiques
Le 26 mars 2012, Ahmed Friaâ reçoit le Prix international de l'excellence scientifique, Scientific Excellence Shield, décerné par l'Association cartographique internationale pour sa contribution scientifique concernant la loi de comportement viscoplastique de Norton-Hoff, largement utilisée dans la littérature scientifique sous son nouveau nom de méthode de Norton-Hoff-Friaa.

### Décorations nationales
- Grand cordon de l'ordre de la République[1] ;
- Grand officier de l'Ordre du 7-Novembre[1].

## Vie privée
Il est marié et père de quatre enfants.

## Publications notables
- Ahmed Friaâ, « Le matériau de Norton-Hoff généralisé et ses applications en analyse limite », Comptes rendus hebdomadaires des séances de l'Académie des sciences, no 286,‎ 1978, p. 286-289 (ISSN 0001-4036).
- Michel Frémond et Ahmed Friaâ, « Analyse limite. Comparaison des méthodes statique et cinématique », Comptes rendus hebdomadaires des séances de l'Académie des sciences, no 286,‎ 1978, p. 107-110 (ISSN 0001-4036).
- M. Daignières, Michel Frémond et Ahmed Friaâ, « Modèle de type Norton-Hoff généralisé pour l'étude des déformations lithosphériques (exemple : la collision himalayenne) », Comptes rendus hebdomadaires des séances de l'Académie des sciences, no 286,‎ 1978, p. 371-374 (ISSN 0001-4036).
- Michel Frémond et Ahmed Friaâ, « Les méthodes statique et cinématique en calcula la rupture et en analyse limite », Journal de mécanique théorique et appliquée, vol. 11, no 5,‎ 1982, p. 881-905 (ISSN 0750-7240).
- (en) Ahmed Friaâ et Hatem Zenzri, « On funicular shapes in structural analysis and applications », European Journal of Mechanics. A/Solids, vol. 15, no 5,‎ 1996, p. 901-914 (ISSN 0997-7538).